# تیوکتن

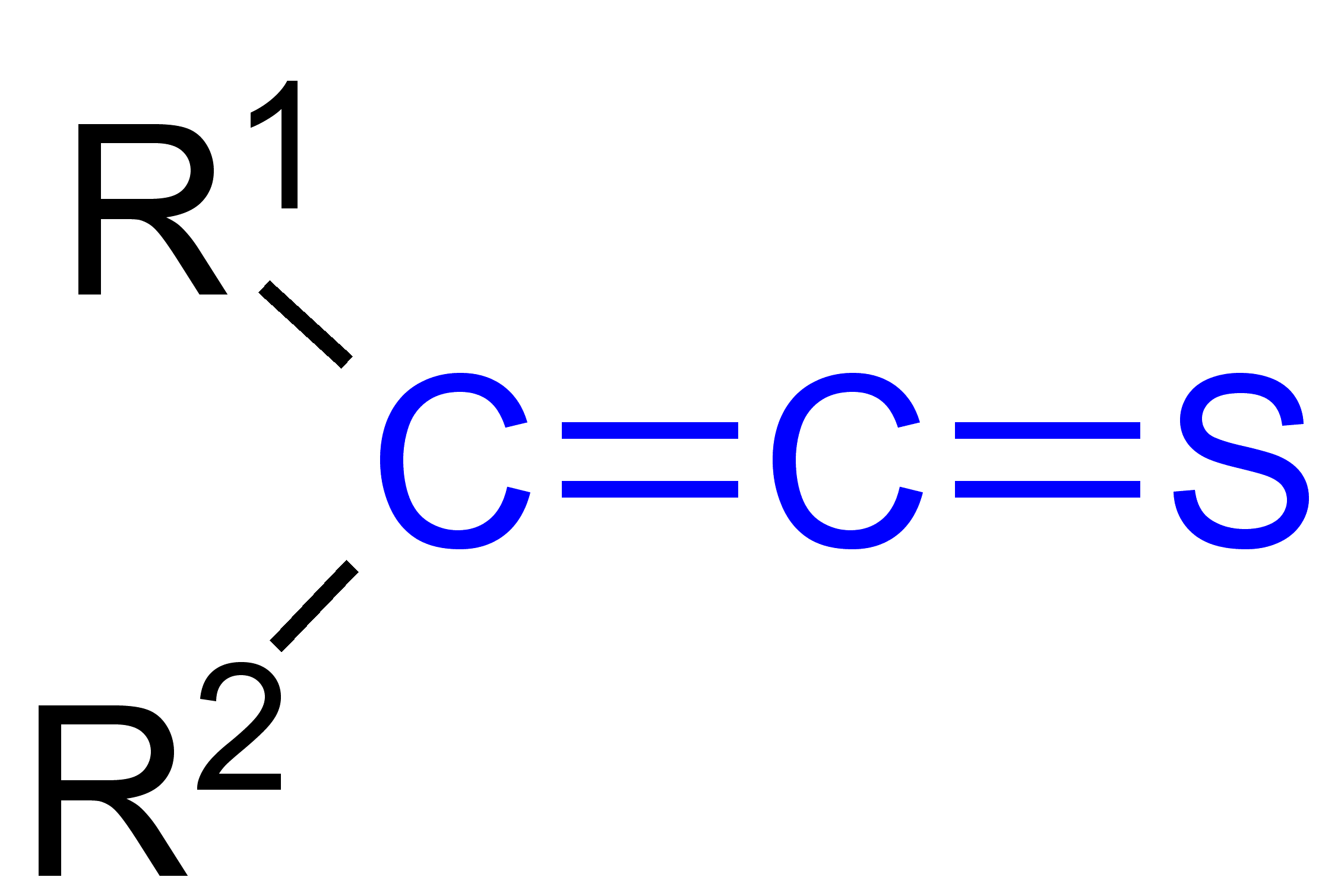
ساختار کلی تیوکتن‌ها

تیوکتن‌ها، ترکیبات آلی گوگرد با فرمول کلی R2C=C=S اند که آنالوگ کتن می‌باشند. در این فرمول، R یک آلکیل یا آریل است. تیوکتن (اتن-تیون) نام ترکیب CH2=C=S نیز می باشد که خود ساده‌ترین کتون است.
تیوکتن‌ها ترکیباتی واکنش پذیر و فعالند و تمایل به پلیمر شدن دارند. برخی تیوکتن‌ها به عنوان محصولی ناپایدار در اثر آذرکافت ۱ و ۲ و ۳ -تیادیازول تولید می‌شوند.
بیس (تری-فلوئورومتیل) تیوکتن ((CF3)2C=C=S) یک نمونهٔ کمیاب از تیوکتن‌های پایدار است. همچنین کربن سابسولفید (S=C=C=C=S) یک نمونهٔ دیگر از تیوکتن‌های پایدار است.